# 科爾勒泰尼鄉 (博托沙尼縣)
47°56′N 26°33′E / 47.933°N 26.550°E
科爾勒泰尼鄉（羅馬尼亞語：Comuna Corlăteni, Botoșani），是羅馬尼亞的鄉份，位於該國東北部，由博托沙尼縣負責管轄，面積51平方公里，海拔高度148米，2007年人口2,443，人口密度每平方公里48人。